# کیوهی مایاما
کیوهی مایاما (انگلیسی: Kyohei Maeyama؛ زادهٔ ۱۰ دسامبر ۱۹۸۷) بازیکن فوتبال اهل ژاپن است.